# Hsekju
Hsekju albo Seka – znany wyłącznie z imienia władca Dolnego Egiptu z okresu predynastycznego (koniec IV tysiąclecia p.n.e.). Imię jego widnieje jako drugie z kolei (pierwsze jest nieczytelne) w najwyższej linii kamienia z Palermo, bazaltowej steli zawierającej roczniki od czasów mitycznych do V dynastii. Nie został potwierdzony w żadnym innym źródle. Jego panowanie jest zatem podważane – możliwe, że był jedynie postacią mityczną lub nawet całkowicie zmyśloną.

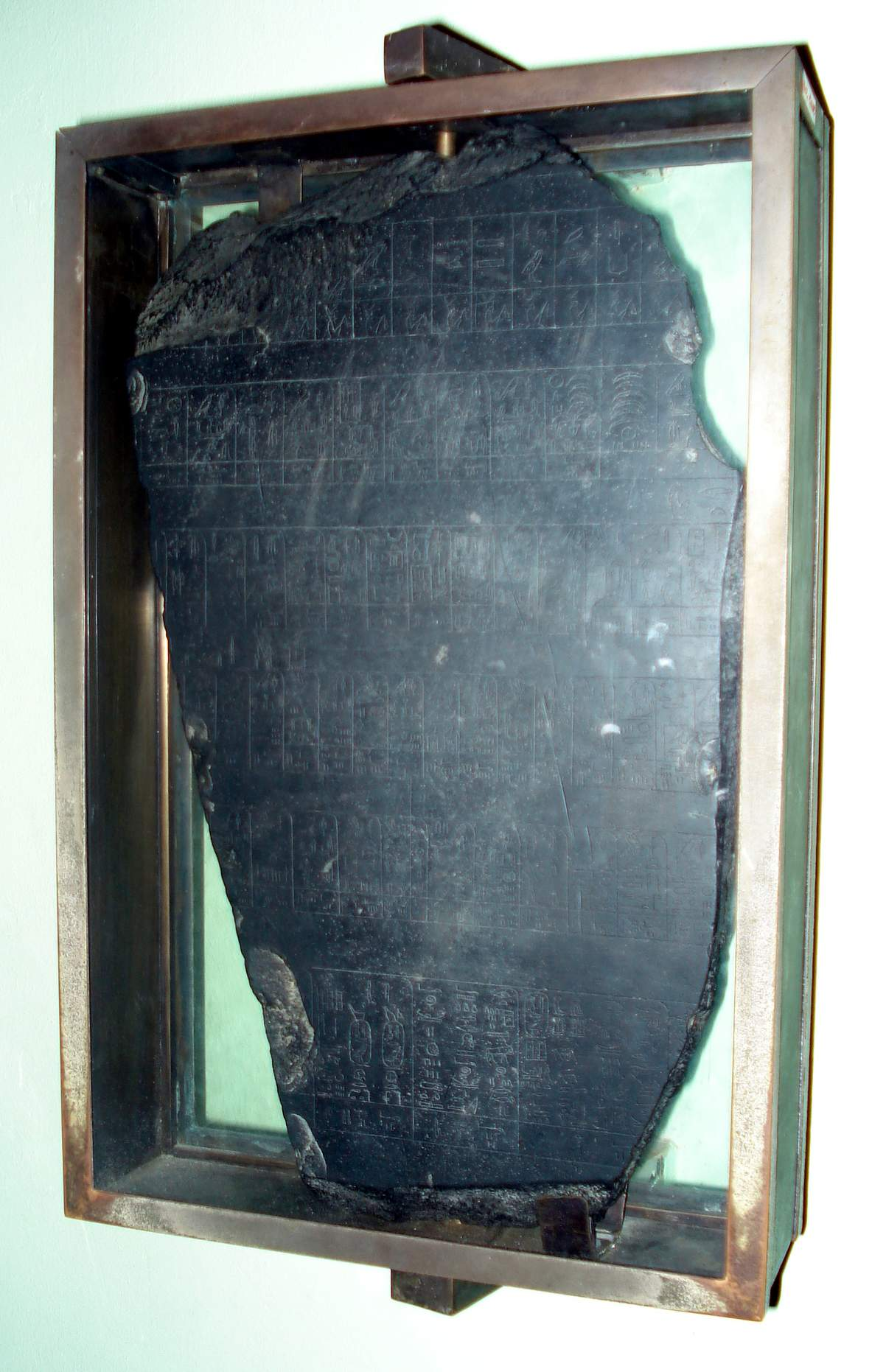
Kamień z Palermo

 Jego imię można przetłumaczyć jako oracz.